# Amtsgericht Uffenheim

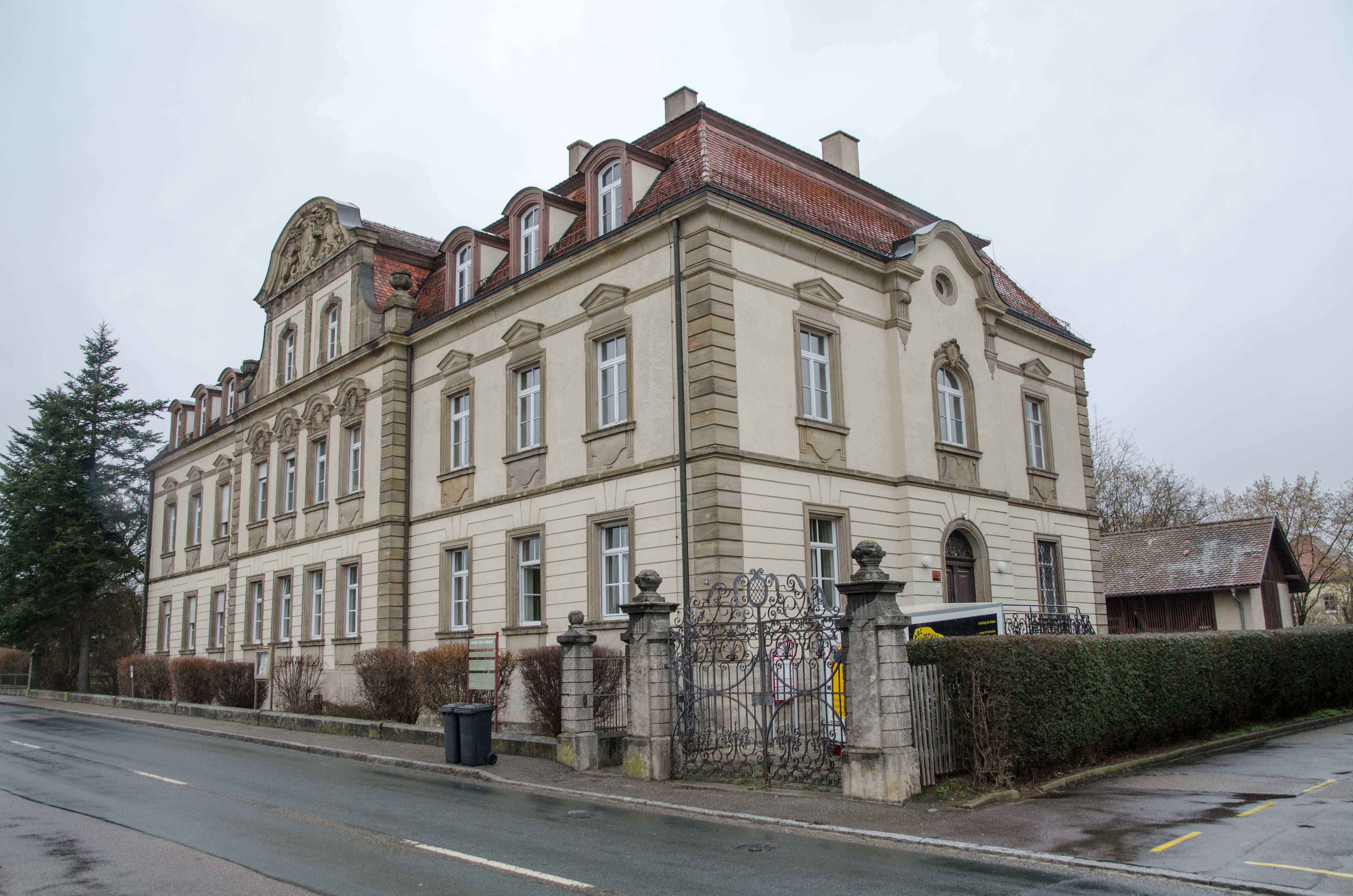
Das 1905 erbaute Amtsgerichtsgebäude in Uffenheim (2013)

Das Amtsgericht Uffenheim bestand von 1879 bis 1973 als bayerisches Gericht der ordentlichen Gerichtsbarkeit mit Sitz in der Stadt Uffenheim.
Anlässlich der Einführung des Gerichtsverfassungsgesetzes am 1. Oktober 1879 wurde in Uffenheim ein Amtsgericht eingerichtet, dessen Sprengel deckungsgleich mit dem des vorherigen Landgerichtsbezirks Uffenheim war. Es umfasste daher die Gemeinden Adelhofen, Auernhofen, Bergtheim, Brackenlohr, Buchheim, Custenlohr, Equarhofen, Ergersheim, Ermetzhofen, Geckenheim, Geißlingen, Gollachostheim, Gollhofen, Gülchsheim, Hemmersheim, Herbolzheim, Hohlach, Ippesheim, Langensteinach, Lipprichhausen, Mörlbach, Neuherberg, Oberickelsheim, Pfaffenhofen, Pfahlenheim, Reusch, Rodheim, Rudolzhofen, Seenheim, Simmershofen, Uffenheim, Ulsenheim, Unterickelsheim, Uttenhofen, Walkershofen, Wallmersbach, Weigenheim, Welbhausen und Wiebelsheim. Übergeordnete Instanzen waren das Landgericht Ansbach und das Oberlandesgericht Nürnberg.
Durch die Aufhebung des Amtsgerichts Marktbreit am 1. Juli 1932 vergrößerte sich der Uffenheimer Gerichtsbezirk noch um die Gemeinden Bullenheim und Gnötzheim.
Mit Inkrafttreten des Gesetzes über die Organisation der ordentlichen Gerichte im Freistaat Bayern (GerOrgG) am 1. Juli 1973 wurde das Amtsgericht Uffenheim aufgehoben und dessen Bezirk wie folgt aufgeteilt:
- die Gemeinden Bullenheim, Gnötzheim und Unterickelsheim (nach der Gebietsreform 1972 Bestandteil des Landkreises Kitzingen) kamen zum Amtsgericht Kitzingen,
- die übrigen Gemeinden (nach der Gebietsreform 1972 Bestandteil des neuen Landkreises Neustadt an der Aisch-Bad Windsheim) wurden dem Amtsgericht Neustadt an der Aisch zugeteilt.

## Amtsgerichtsgebäude
Das Gebäude des ehemaligen Amtsgerichts befindet sich in der Adelhofer Straße 14. Der um 1905 erbaute zweigeschossige Mansarddachbau mit Mittelrisalit und Zwerchhaus steht nicht zuletzt wegen seiner reichen neobarocken Putz- und Sandsteingliederung, unter Denkmalschutz.